# 6531 Subashiri
6531 Subashiri eller 1994 YY är en asteroid i huvudbältet som upptäcktes den 28 december 1994 av den japanska astronomen Takao Kobayashi vid Ōizumi-observatoriet. Den är uppkallad efter Subashiri i Oyama.
Asteroiden har en diameter på ungefär 12 kilometer och den tillhör asteroidgruppen Themis.